# Новый трайбализм
Новый трайбали́зм, трибали́зм, трайбализа́ция (англиц. tribalism, от лат. tribus «племя») — концептуальная теория, разработанная феминисткой Глорией Э. Анзальдуа, нацеленная на преодоление системы заранее установленных политик идентичности, которые поддерживаются культурной гегемонией для укрепления и сохранения своей власти и авторитета.
Термин изначально был предложен и переосмыслен Дэвидом Риффом, который в своей критике обвинял Анзальдуа в наивной романтизации идей возвращения к коренным народам и даже назвал её «профессиональной ацтек». Рифф подчёркивал важность классовых аспектов перед расовыми.
В ответ, Анзальдуа доработала концепцию и развивает альтернативный подход, основанный на создании обширной социальной идентичности, побуждая маргинальные и малочисленные сообщества объединиться и сотрудничать в поиске общих целей. Это предполагает пересмотр границ и разделений, существующих в обществе, и акцент на солидарности и сотрудничестве.
Новый трайбализм представляет собой концепцию, которая отличается от традиционных ассимиляции и сепаратизма. Вместо того чтобы вписываться в существующие категории, он строит идентичность на базе связей родства, с целью создания союзов для противостояния угнетению. Анзальдуа предложила эту теорию в ответ на критику, считавшую ее концепцию о метисах ограниченным национализмом или эссенциализмом. Вместо этого Анзальдуа призывает пересмотреть существующие категории, чтобы сформировать новый язык, способный постоянно преобразовываться.
Учёные признают, что теория может показаться сложной и вызвать недоумение, однако ученые подчеркивают, что это не должно стать поводом для отказа от данного пути. Главной целью работы является вызов устоявшимся представлениям, и, несмотря на личную позицию автора, теория разрабатывалась с учётом не только опыта чикано и латиноамериканцев, но и для широкого контекста и аудитории.

## Теория
Анзальдуа предполагает, что концепция нового трайбализма воплощает в себе дальновидный взгляд, предполагающий признание и принятие:
Существующий язык формировался на основе понятий, которые в настоящее время приобрели устаревший характер. В современных условиях требуется разработка современного языка, способного более точно отразить новые ситуации и реалии. Прежние же четкие категории, принятое деление на группы и понятия, больше не могут адекватно охватить сложные многоаспектные явления, они ограничивают мышление и мешают нам адаптироваться к быстро меняющемуся миру. Поэтому важно рассматривать возможность пересмотра этих категорий и создания новых, более гибких и адаптивных понятий.
Однако следует помнить, что любые новые категории, которые мы могли бы предложить, в конечном счете также могут оказаться временными и ограниченными в своей применимости. С течением времени, по мере нашего познания мира и его сложных аспектов, новые аспекты и нюансы могут прийти в противоречие с предложенными понятиями, делая их неэффективными. Это естественное развитие мышления и понимания.

Каждый индивид может разрабатывать свои собственные концепции и понятия, основываясь на своем опыте, познании и точке зрения. Важно осознавать, что идентичность, раса, пол и сексуальная ориентация могут рассматриваться как динамичные и эволюционирующие черты. Они не являются статичными и неизменными, а скорее находятся в постоянном процессе изменения и пересмотра в свете новых знаний и понимания.
Хотя данная теория может быть интерпретирована как критика политики идентичности, Анзальдуа уделяла особое внимание значимости выявления конкретных факторов подавления. Учёная Мередит Миллер описывает понятие нового трайбализма как теорию, способствующую «способности индивидов идентифицировать свои формы угнетения в рамках групп, минуя ограничительные рамки данных категорий, и предостерегающую от способствования интересам капиталистических структур, направленных на формирование национальных идентичностей». Анзальдуа беспокоило распространение «двойственного мышления как в индивидуальном, так и в коллективном сознании», что, по ее убеждению, лежит в основе насилия в отношении женщин, людей и окружающей среды.
Анзальдуа выдвинула концепцию нового трайбализма, которая вступила в противоречие с устоявшимся бинарным мышлением, ориентированным на деление на «мы» и «они». В исследовании Цинтии М. Сааведра и Эллен Д. Наймарк данная концепция нового трайбализма представлена как способ осмысления того, как «мы», «вы» и «они» могут существовать взаимосвязанно, составляя взаимозависимое целое для общего процветания. Суть этой концепции заключается в возможности видеть друг друга внутри нас самих. Авторы указывают, что данная теория избегает утверждений о сущности «мы», «они» или «нас», а вместо этого постоянно ставит под сомнение наши собственные представления о себе, предлагая критический взгляд на других людей как способ переосмысления собственной идентичности.

## Наведение мостов
Новый трайбализм сравнивают с идеей наведения мостов между людьми, «которые ощущают и переживают исторические и современные последствия западной гегемонистской политики, юридических дискурсов и экономического бесправия». 

Концепция сравнивается с рассуждениями Челы Сандовал о наведении мостов:
Метафора моста олицетворяет процесс установления связей между различными сущностями, независимо от границ и расстояний. Весь путь является символом открытости и взаимодействия в межличностных и общественных отношениях и подразумевает снижение барьеров, разделяющих сферы жизни. Включает в себя внутренний мост, облегчающий общение внутри общества, и внешний мост, способствующий связям с внешним миром. Однако переход через мост подразумевает риск покинуть зону комфорта и попасть на незнакомую территорию, где уровень риска возрастает.
Разумно подходить к занятию серьёзно. Понимание грани между открытостью и осторожностью – ключевой аспект. В некоторых случаях «закрытие ворот» может быть необходимо для безопасности, как индивида, так и сообщества. В большинстве ситуаций эффективное сотрудничество требует готовности рисковать открытостью. Процесс включает в себя обмен идеями, личную близость, политический диалог и даже духовное сближение.

«Наведение мостов» – сложный и балансирующий акт, который сочетает связи и взаимопонимание с осознанием последствий и неопределённости.